# Alberto Jorge
Alberto Mario Jorge Espósito (Villa Maza, provincia de Buenos Aires; 1 de enero de 1950-3 de septiembre de 2024) fue un jugador y entrenador de fútbol argentino.

## Futbolista
Debutó en 1970 como futbolista profesional vistiendo la playera de Racing de Avellaneda. Llegó en 1976 a México para jugar con el León, y posteriormente fichar en 1980 para el Atlante.Terminó su carrera en 1984 jugando en el Oaxtepec.

## Entrenador
Una vez retirado, fue entrenador de las divisiones juveniles de Racing Club y sucedió temporalmente a la dupla Costas-Maschio en el año 2000 como técnico de la Primera División.
Su máximo logro como entrenador en el fútbol mexicano fue el haber obtenido el título del Torneo Apertura 2002 con los Diablos Rojos del Toluca. En ese torneo, Jorge sólo dirigió los cuatro últimos partidos del club (semifinal y final de ida/vuelta) tras la renuncia del uruguayo Wilson Graniolatti, quien a su vez sólo había dirigido seis partidos en ese torneo tras la salida del entrenador Ricardo La Volpe a la Selección Nacional de México.
Dirigió por completo el torneo Clausura 2003, llevando al Deportivo Toluca hasta los cuartos de final, en los que fueron eliminados por los Tigres de la Universidad Autónoma de Nuevo León. Para el Torneo Apertura 2003 Alberto Jorge sólo llegó hasta la fecha 10, obteniendo 13 puntos de 30 posibles para así ser relevado en el cargo por el polémico entrenador Ricardo Ferretti. En 2009 se convirtió en entrenador del Club Xelaju M.C. de Guatemala, quedando primero en la fase del regular pero siendo eliminado en semifinales por gol de visitante ante Comunicaciones.

## Trayectoria

### Como jugador
| Club        | País      | Año         |
| ----------- | --------- | ----------- |
| Racing Club | Argentina | 1970 - 1975 |
| León        | México    | 1975-1980   |
| Atlante     | México    | 1980-1982   |
| Oaxtepec    | México    | 1982-1984   |

### Como entrenador
| Club        | País      | Año       |
| ----------- | --------- | --------- |
| Racing Club | Argentina | 2000      |
| Toluca      | México    | 2002-2003 |
| Xelaju      | Guatemala | 2009-2010 |